# Цыбин, Борис Александрович
Борис Александрович Цыбин (14 июня 1928, Ржев, Тверская губерния, РСФСР — 7 августа 2011, Москва, Российская Федерация) — советский спортсмен и тренер по конькобежному спорту. Мастер спорта СССР (1954), заслуженный тренер СССР.

## Биография
Сначала, как и отец, занимался велосипедным спортом. Однако, работая после окончания Архитектурно-художественного училища в 1948 г., реставратором в гостинице «Советская» упал с лесов и получил тяжелую травму. Несмотря на запрет врачей, вернулся в спорт — стал мастером спорта СССР по конькобежному спорту. Выступал за ЦСКА, «Динамо» (Москва).
В 1957 г. стал бронзовым призером чемпионата мира по классическому многоборью и получил серебряную медаль на дистанции 10000 метров. В том же году выиграл чемпионат СССР на дистанциях 5000 и 10000 м. Был рекордсменом СССР на дистанции 10000 м.
В 1969 г. окончил МОГИФК. Работал старшим тренером ЦС «Динамо». Тренер сборной СССР на зимних Олимпийских играх 1968 г. в Гренобле. У него занимались абсолютный чемпион Европы 1965 года Эдуард Матусевич, победители и призеры первенств страны, рекордсмены СССР Станислав Селянин, Музахид Хабибуллин, Александр Керченко, Валерий Волчков, Лев Зайцев, занявший пятое место на Олимпиаде 1964 года на дистанции 1500 метров.